# Carl Elias Hammar
Carl Elias Hammar, född den 12 mars 1853 i Karlskrona, död den 19 juni 1914 i Paris, var en svensk skulptör. 
Han var son till landskamreraren Olof Rudolf Hammar och Sally Maria Zethræus samt bror till Olof och August Hammar. Hammar studerade vid Konstakademien i Stockholm 1877–1878 och därefter en kort tid i München. Han var bosatt en period i Rom men i mitten av 1890-talet flyttade han till Paris där han medverkade i Parissalongen 1893–1899. Han återvände till Stockholm men vistades huvudsakligen i Helsingfors med sin finländska hustru Lydia Robsahm. Under sin tid i Rom blev han kamrat med Julius Kronberg, Alfred Nyström, Georg Pauli och Agnes Börjesson och dessa fick ofta bistå honom ekonomiskt för att han skulle klara sitt uppehälle. Han blev ledamot av Konstnärsklubben 1882. Hans två skisser med scener ur Sveriges historia till två reliefer för riksdagshuset i Stockholm prisbelönade 1907 men kom inte att utföras. Hans konst består av statyer och porträttbyster, bland annat en byst över Anne Charlotte Leffler-Cajanello.